# Борщ Віталій Володимирович
Віта́лій Володи́мирович Бо́рщ (нар. 15 лютого 1980 — 10 липня 2019) — солдат Збройних сил України, учасник російсько-української війни.

## Життєпис
Народився 15 лютого 1980 року в селі Волохів Яр (Чугуївський район, Харківська область).
Пішов у військкомат, але за обставинами, що склалися в ЗСУ, на той час потрапив лише на 3-тю хвилю мобілізації у серпні 2014 року. Протягом 2014—2015 років брав участь в російсько-українській війні, 92-га бригада, танковий батальйон, механік-водій.
В жовтні 2014 року відбув в Станицю Луганську, воював у Щасті, в районі Дебальцевого, Трьохізбенки (в травні і до кінця серпня 2015-го). Брав безпосередню участь в спробах деблокування Дебальцевського котла — з 25 січня по 19 лютого 2015 року, розбитті ПВК Вагнера на Донбасі.
Став одним із героїв книги Валентини Розуменко «Нескорені». Після демобілізації йому діагностували рак, переніс операцію. Займався волонтерством, допомагав армії, брав участь в організації патріотичних заходів для молоді — сокільські вишколи «Дикий степ» у селі Волохів Яр — та у розбудові військ територіальної оборони Харківської області.
У 2017 та 2019 роках сталися рецидиви. Помер 10 липня 2019-го внаслідок онкохвороби.
Без Віталія лишились дружина та двоє синів.

## Нагороди та вшанування
- Кавалер недержавного ордена «Народний Герой України»[2]
- нагороджений нагрудним знаком «За взірцевість у військовій службі».